# La biblioteca de Babel
La Biblioteca de Babel es un cuento del escritor argentino Jorge Luis Borges. Fue publicado por primera vez en la colección de relatos El jardín de senderos que se bifurcan (1941), colección que más tarde fue incluida en Ficciones (1944). El relato es la especulación de un universo compuesto de una biblioteca formada por todos los libros posibles combinando 25 caracteres (22 del alfabeto occidental, el punto, la coma y el espacio en blanco), un número enorme en términos humanos pero no infinito. Los libros siguen un formato determinado, dispuestos en anaqueles que tapizan cuatro de las paredes de recintos hexagonales y están arbitrariamente ordenados, o sin orden, y la biblioteca preexiste al hombre.
Según palabras del propio autor, en su prólogo a Ficciones antes de escribir este cuento, escribió un ensayo titulado "La Biblioteca Total" publicado en el número 59 de la revista Sur en 1939 donde medita acerca de la idea de la biblioteca infinita. En este ensayo, el autor expone los antecedentes temáticos de una biblioteca infinita como son: el cuento  “La biblioteca universal” (Die Universalbibliothek), escrito por Kurd Laßwitz en 1904; Sylvie and Bruno de Lewis Carroll y El certamen con la tortuga de Theodore Wolff.
Actualmente, el manuscrito de este cuento se encuentra en manos del librero John Wronoski, quien es propietario de la librería de viejo Lame Duck Books de Cambridge. El cuento fue hecho en un cuaderno de contabilidad, en el que se pueden apreciar abundantes correcciones de primera mano y subrayados. Wronoski compró el manuscrito a su anterior propietario, un coleccionista privado argentino, quien lo recibió del archivo de la revista Sur.

## Diégesis

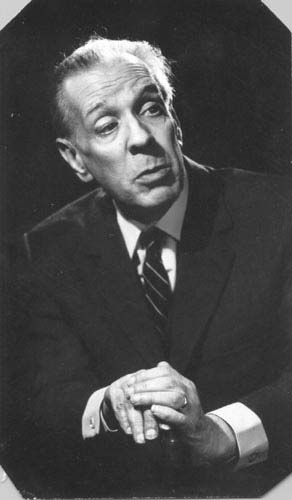
Borges en 1976

La biblioteca de Babel es un complejo compuesto por un número indefinido de galerías hexagonales e idénticas, donde hay grandes ventilaciones en el medio, cercadas por pequeñas barandas. La distribución de las galerías se reduce a cinco largos estantes en cada muro que cubren cuatro de los seis lados. La altura apenas excede de un bibliotecario normal. Dos de las caras de cada galería dan a un angosto zaguán que va a otras galerías. A los lados del zaguán hay dos gabinetes; en uno de ellos alguien puede dormir parado y usar el restante para satisfacer las necesidades. Más allá hay una escalera espiral que se abisma hacia lo remoto.
Por cada estante hay un total de treinta y dos libros con el mismo formato; por cada libro que se encuentra, se puede contar 410 páginas. Cada página tiene cuarenta renglones. Cada renglón, ochenta letras de color negro. También hay letras en los dorsos de los libros. No obstante, en los dorsos de cada libro no se indica el contenido de las páginas. Esto se debe a dos axiomas fundamentales.

### Axiomas
1. La biblioteca existe desde la eternidad. Esto significa que tanto la biblioteca de Babel como los bibliotecarios pueden ser obra de un dios o del azar.
2. El número de símbolos ortográficos usados en los libros es de veinticinco, incluyendo el espacio, la coma y el punto. Los libros de Babel están compuestos a partir de combinaciones aleatorias de estos signos, agotando todas las posibles combinaciones (cuyo número es inimaginablemente grande, pero no infinito). Esto demuestra la naturaleza caótica e informe de todos los libros. Por cada palabra que esté escrita, puede haber palabras inconexas, frases incoherentes, que forman lenguas menos incoherentes.

Dadas estas condiciones, la biblioteca contiene desde algún libro que consiste solamente en la repetición de un mismo grafema, hasta innúmeras versiones del Quijote o cualquier otro libro, en todos los idiomas conocidos, en todos los idiomas desconocidos, con todas los errores imaginables, etc. El catálogo de Borges va más allá: "las autobiografías de los arcángeles, la relación verídica de tu muerte"... en palabras de Borges, "basta con que un libro sea posible, para que exista" en algún lugar de la inmensa Biblioteca.

### La biblioteca y el Universo
Ha sido de particular interés en los físicos el primer párrafo con el que comienza el cuento «El universo (que otros llaman la Biblioteca)» y las analogías de este con los aspectos del universo real.  Existen un par de coincidencias entre el universo y la biblioteca de Babel que los científicos Max Tegmark y Brian Greene han notado.  La primera de ellas es que la planitud del universo puede conllevar a que el universo sea ilimitado en extensión pero con cada cierta periodicidad se repita un volumen de Hubble exactamente igual al nuestro pero a distancias tan enormes como 10(10115) metros, un número más grande que un gúgolplex.  Borges menciona en su cuento que «la biblioteca es ilimitada y periódica. Si un eterno viajero la atravesara en cualquier dirección, comprobaría al cabo de los siglos que los mismos volúmenes se repiten en el mismo desorden».  Tomando como base al platonismo matemático, la segunda característica que apunta Tegmark es que la realidad última del multiverso es igual a una especie de biblioteca de Babel con todas las ecuaciones matemáticas y de la física posibles.  Cada expresión matemática se expresa en uno de los tantos universos del multiverso.

### Tamaño y contenido de la Biblioteca

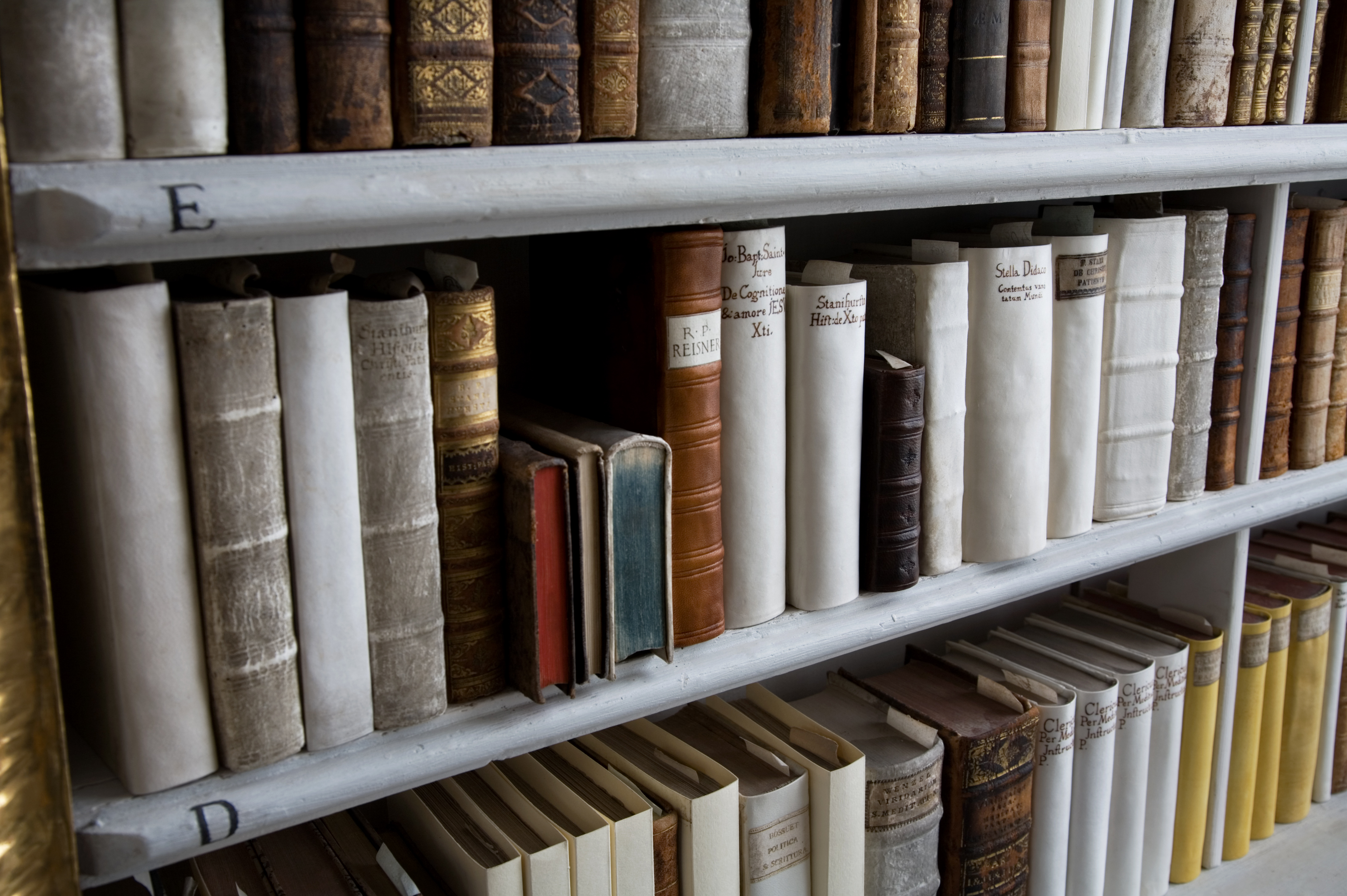
Como todos los hombres de la Biblioteca, he viajado en mi juventud; he peregrinado en busca de un libro, acaso del catálogo de catálogos; ahora que mis ojos casi no pueden descifrar lo que escribo, me preparo a morir a unas pocas leguas del hexágono en que nací[...

La biblioteca de Babel está formada por hexágonos, de los cuales cuatro muros se usan para almacenar los libros, y las restantes dos para comunicarse con los siguientes.
- Cada muro tiene cinco estantes.
- Cada estante treinta y dos libros.
- Cada libro cuatrocientas diez páginas.
- Cada página cuarenta renglones.
- Cada renglón ochenta símbolos.
- Cada símbolo veinticinco variantes.

Los símbolos son veinticinco. Las veintidós letras de un alfabeto, el punto, la coma y el espacio. Aplicando combinatoria básica se deduce que: Si en cada renglón hay 80 símbolos, y en cada página hay 40 renglones, entonces hay {\displaystyle 80\times 40=3200} símbolos por página; si cada libro tiene 410 páginas, entonces tiene {\displaystyle 3200\times 410=1312000} símbolos. Finalmente, como cada símbolo tiene 25 variantes, pueden formarse {\displaystyle 25^{1312000}=1,956\times 10^{1834097}} libros completamente distintos.
Como la mayoría de las calculadoras no permiten comprobar esa cuenta, podemos hacerlo aplicando las propiedades de la potenciación:
- {\displaystyle {\color {OliveGreen}({\color {BrickRed}(25^{80})}^{40})}^{410}\approx }
- {\displaystyle {\color {OliveGreen}({\color {BrickRed}(6,8423\times {\color {Magenta}10^{111}})}^{40})}^{410}=}
- {\displaystyle {\color {OliveGreen}({\color {BrickRed}(6,8423)}^{40}\times {\color {Magenta}(10^{111})}^{40})}^{410}\approx }
- {\displaystyle {\color {OliveGreen}({\color {BrickRed}(2,5587\times {\color {YellowOrange}10^{33}})}\times {\color {Magenta}(10^{(111\times {\color {OliveGreen}40})})})}^{410}=}
- {\displaystyle {\color {BrickRed}(2,5587\times {\color {YellowOrange}10^{33}})}^{410}\times {\color {Magenta}(10^{4440})}^{410}=}
- {\displaystyle {\color {BrickRed}(2,5587)}^{410}\times {\color {YellowOrange}(10^{33})}^{410}\times {\color {Magenta}(10^{(4440\times {\color {Black}410})})}\approx }
- {\displaystyle ({\color {BrickRed}1,9560}\times {10^{\color {OliveGreen}167}})\times {\color {YellowOrange}(10^{(33\times {\color {Black}410})})}\times {\color {Magenta}(10^{1820400})}=}
- {\displaystyle {\color {BrickRed}1,9560}\times ({10^{\color {OliveGreen}167}})\times {(10^{\color {YellowOrange}13530})}\times (10^{\color {Magenta}1820400})=}
- {\displaystyle {\color {BrickRed}1,9560}\times 10^{({\color {OliveGreen}167}+{\color {YellowOrange}13530}+{\color {Magenta}1820400})}=\mathbf {1,956\times 10^{1834097}} }

Sobre su tamaño, Borges informa: 

Quienes imaginan la Biblioteca sin límites, olvidan que los tiene el número posible de libros. Yo me atrevo a insinuar esta solución del antiguo problema: «La Biblioteca es ilimitada y periódica».

Lo que demuestra la inutilidad de un cálculo, dado que la Biblioteca que nombra Borges reiteradas veces a lo largo de su relato es simplemente un nombre propio que le da él mismo al Universo.